# ترکیب حلقوی
ترکیب حلقوی به گروهی از ترکیبات در علم شیمی گفته می‌شود که در آن گروهی از اتم‌ها با یکدیگر پیوند برقرار کرده و تشکیل یک حلقه را می‌دهند. از شناخته شده‌ترین ترکیبات در این دسته می‌توان به ترکیبات آروماتیک مانند بنزن یا تولوئن اشاره کرد.

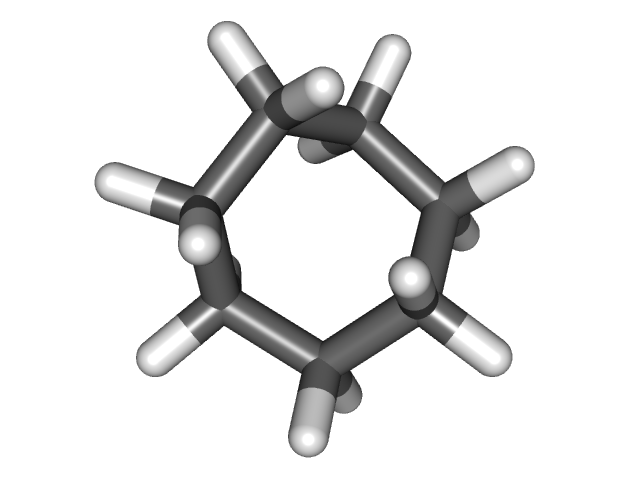
سیکلوهپتان
بنزن
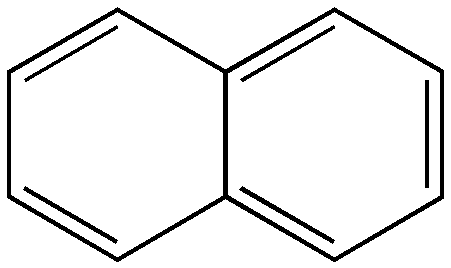
نفتالین
پورپیرین
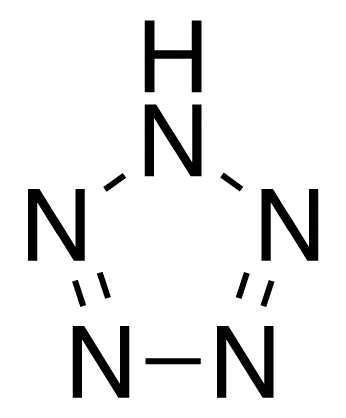
پنتازول